# 董翊清
董翊清，直隸省天津府滄州人，清朝政治人物、進士出身。
光緒六年（1880年），参加庚辰科殿試，登進士二甲第128名。同年五月，著分部學習。